# Baxley
Baxley – miasto w Stanach Zjednoczonych, w stanie Georgia.  Jest siedzibą władz Hrabstwa Appling.

## Demografia
W 2000 roku liczyło 4150 mieszkańców. W roku 2023 liczba mieszkańców wzrosła do 4945 osób, a gęstość zaludnienia przekroczyła 267 osób/km².

## Historia
Nazwa miasta pochodzi od nazwiska Wilsona Baxleya, bogatego właściciela ziemskiego, który w 1870 roku sprzedał teren pod stację kolejową dla linii Macon  - Brunswick. Szybko rozwijajaąca stacja przekształciła się w miasto nazwane od sprzedawcy ziem, który jednocześnie prowadził pierwszy sklep w mieście. W 1874 roku do Baxley przeniesiono siedzibę, utworzonego w 1818 roku, Hrabstwa Appling. W 1907 - 1908 wybudowano w centrum miasta budynek sądu, który zgodnie z przeznaczeniem jest użytkowany do dziś.